# Ziyad al-Ghnam
Ziyad al-Ghnam var islamist och ledare för islamistgruppen Islamiska jihads militanta del. Han dödades vid ett israeliskt flygangrepp den 30 juni 2007.